# Aguascalientes Challenger 2006
L'Aguascalientes Challenger 2006 è stato un torneo di tennis facente parte della categoria ATP Challenger Series nell'ambito dell'ATP Challenger Series 2006. Il torneo si è giocato a Aguascalientes in Messico dal 3 al 9 aprile 2006 su campi in terra rossa.

## Vincitori

### Singolare
Juan Martín del Potro ha battuto in finale  Sergio Roitman 3-6, 6-4, 6-3

### Doppio
Juan Martín del Potro /  Martín Vassallo Argüello hanno battuto in finale  Hector Almada /  Victor Romero 7-5, 7-5